# 阿房宫图

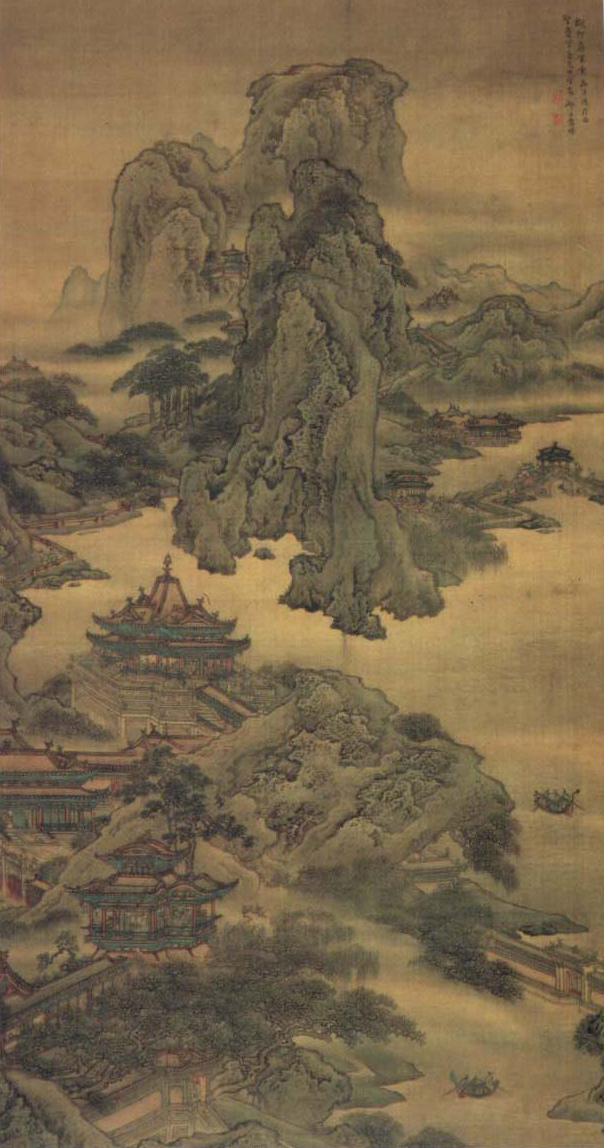
清·袁耀《阿房宫图》轴（南京博物院藏）

《阿房宫图》是一幅描繪秦朝阿房宫的山水画，为12条屏，由清代画家袁江所作。该画为绢本、设色，现藏于北京故宫博物院。
袁江之子（一说为其侄）袁耀也曾绘制过两幅阿房宫题材的画作，现分別由南京博物院、广州美术馆收藏。